# Видимий бік Місяця
Видимий бік Місяця — місячна півкуля, яка постійно повернена до Землі. Інша (зворотна) півкуля залишається невидимою. Із Землі можна побачити лише одну половину Місяця (60% Місяця), оскільки він обертається синхронно: час його оберту довкола своєї осі збігається з часом проходження орбіти довкола Землі.

## Лібрації
Обертання Місяця навколо осі і навколо Землі збігаються не зовсім точно: навколо Землі Місяць обертається зі змінною кутовою швидкістю внаслідок ексцентриситету місячної орбіти (другий закон Кеплера) — поблизу перигею рухається швидше, поблизу апогею повільніше. Однак обертання Місяця навколо власної осі рівномірне. Це дає змогу побачити із Землі західний і східний краї зворотного боку Місяця. Це явище називається оптичною лібрацією по довготі. У зв'язку з нахилом осі обертання Місяця до площини земної орбіти з Землі можна побачити північний і південний краї зворотної сторони Місяця (оптична лібрація по широті). Разом ці явища дозволяють спостерігати близько 59% місячної поверхні.
Також існує фізична лібрація, зумовлена коливанням супутника навколо положення рівноваги внаслідок зміщення центру тяжіння ядра, а також у зв'язку з дією припливних сил з боку Землі. Ця фізична лібрація має величину 0,02° по довготі з періодом 1 рік і 0,04° по широті з періодом 6 років.

## Рельєф і поверхня
До 1959 року, коли вперше був сфотографований зворотний бік, видимий бік Місяця був єдиним предметом вивчення селенографії. Перші його замальовки були зроблені ще в давнину, оскільки деякі деталі поверхні Місяця можна розгледіти й неозброєним оком. Але з винаходом телескопа дослідження Місяця вийшло на новий рівень. У XVII столітті з'явилися детальні карти видимого боку Місяця, а італійський астроном Джованні Річчолі заклав основи сучасної номенклатури деталей його поверхні.
У XX столітті Міжнародним астрономічним союзом (МАС) було прийнято угоду про зміну сторін схід — захід місцями (раніше східним напрямком для Місяця називали той, що є східним на земному небі, а не на самому Місяці).
З Землі на Місяці можна побачити різні утворення — моря, кратери, гори і гірські ланцюги, розломи, тріщини.
«Морями» на Місяці називають темні відносно рівні області, вкриті застиглою лавою, на противагу світлим підвищеним нерівним областям — «материкам». Найбільші морські ділянки називаються власне морями (одна — океаном), а менші — озерами, затоками і болотами. На видимому боці значно більше морів, ніж на зворотному (21 море, один океан і 16 озер проти 2 морів та 3 озер), і серед них трапляються значно більші. Можливо, через таку різницю Місяць і повернений до Землі однією стороною (оскільки лава морів значно важча матеріалу материків і притягується до Землі сильніше).
Місячні кратери — це сліди ударів метеоритів. Більшість з них названо на честь видатних науковців, як-от Тихо Браге, Миколай Коперник і Клавдій Птолемей, причому імена найвидатніших вчених давнини здебільшого використано саме на видимому боці (оскільки це було ще до початку дослідження зворотного). Найбільший кратер видимого боку Місяця — 300-кілометровий кратер Байї. Утім, басейни деяких морів (тобто кратери, e яких ці моря лежать) значно більші. Найбільші кратери Місяця знаходяться на його зворотному боці (так, басейн Південний полюс — Ейткен більше кратера Байі в 8 разів). На видимій стороні Місяця менше кратерів, ніж на невидимій, але їх все одно багато — 300 000 штук діаметром більше кілометра.
Уздовж «берегів» морів часто розташовані гірські хребти. Місячні гірські хребти здебільшого називаються за іменами земних: Апенніни, Кавказ, Альпи.
На обох боках Місяця є гравітаційні аномалії, але якщо на зворотному боці хаотично розкидані, як позитивні, так і негативні аномалії, то на видимій частині є переважно позитивні, вони створюються виходами щільних порід і чітко локалізовані в просторі.
За деякими дослідженнями моря видимого боку Місяця значно старші морів зворотного, аж до пів мільярда років

## Фази Місяця
Зміни освітленості Місяця отримали назву місячних фаз.

## Швидкоплинні місячні явища
На видимій стороні Місяця з давніх-давен спостерігають різні нетривалі локальні аномалії, не всі з яких може пояснити сучасна наука.